# Andrewsianthus squarrosus
Andrewsianthus squarrosus là một loài rêu tản trong họ Jungermanniaceae. Loài này được (S.W. Arnell) Grolle miêu tả khoa học lần đầu tiên năm 1971.